# Panathinaikos Fútbol Club
Panathinaikós Fútbol Club (en griego, Παναθηναϊκός Αθλητικός Όμιλος) es un club griego de fútbol situado en la ciudad de Atenas, Grecia. Al igual que todos los clubes profesionales deportivos del país, debe anteponer a su denominación la referencia a su actividad deportiva y fiscal con las siglas Π. Α. Ε. (en griego, Ποδοσφαιρικές Ανώνυμη Εταιρεία; traducido literalmente como Sociedad Anónima de Fútbol), por lo que es referido como el Π. Α. Ε. Παναθηναϊκός (en adelante se referirá únicamente a sus transliteraciones).
El Panathinaikós se fundó el 3 de febrero de 1908 como Podosfairikós Ómilos Athina (Atenas Club de Fútbol) como una sección amateur de la entidad matriz y por la que en ocasiones se refiere también al equipo de fútbol con sus siglas P. A. O.
Disputa la Superliga de Grecia, la primera división del país, donde ha ejercido de local en diversos recintos; los más significativos son el Stádio Apóstolos Nikolaídis —donde jugó la mayor parte de su historia—, y el Olympiakó Stádio Athinon —comúnmente conocido como el Estadio Olímpico de Atenas—, los cuales ha compaginado desde su primer traslado en 1984. Desde 2018 lo hace en el recinto olímpico al ser más reciente y no estar tan deteriorado como el primero.
En 1979 la sección pasó a ser profesional y, de este modo, se desliga administrativa y financieramente como P. A. O. Junto a Olympiakós Peiraiós y Panthessaloníkeios Athlitikós Ómilos Konstantinoupolitón (P. A. O. K.) pertenece a la terna de únicos equipos que nunca han descendido de categoría. A su vez se le considera como uno de «los tres grandes» equipos del fútbol heleno, junto al mencionado Olympiakós Peiraiós, su máximo rival histórico, y el Athlitikí Énosis Konstantinoupóleos (A. E. K.); es el más antiguo de todos ellos.
En cuanto a los logros deportivos, es una de las entidades más laureadas y reconocidas del país, donde es el segundo club con más títulos nacionales —entre los que destacan veinte campeonatos de liga y dieciocho de copa—, mientras que es el de mayor éxito en las competiciones UEFA. En ellas es el único equipo del país en alcanzar la final de la Copa de Europa (actual Liga de Campeones de la UEFA) en la temporada 1970-71 y las semifinales en 1984-1985 y 1995-1996. Es también el único equipo griego que ha jugado la Copa Intercontinental (1971), competición que designaba al mejor club del mundo en el enfrentamiento contra el vencedor de la Copa Libertadores, o campeón de América. Disputada frente al Club Nacional de Football uruguayo, accedió como subcampeón de Europa al declinar en su derecho el Amsterdamsche Football Club Ajax.
Según resultados de encuestas a los aficionados al fútbol en Grecia en 2014, se señala al Panathinaikós como el segundo club más popular con una diferencia porcentual respecto al primero que varía entre un 2% y un 9%. El club cuenta con millones de hinchas en el país, a los que se unen otros de las comunidades griegas de todo el mundo.
Disputa el «Derbi de los eternos enemigos».

## Historia

### Fundación y primeros años

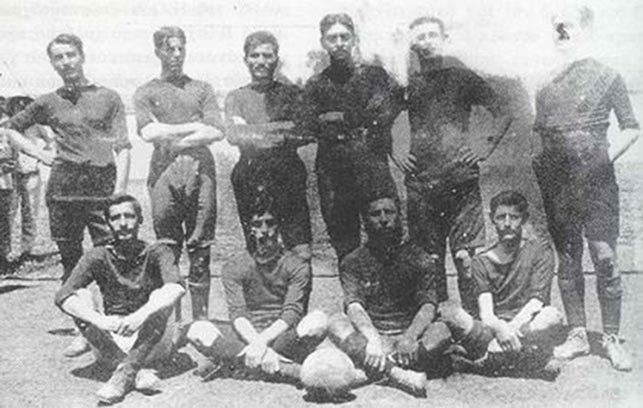
El primer equipo de 1908

El Panathinaikós fue fundado por Giorgos Kalafatis el 3 de febrero de 1908, cuando él y otros 40 atletas decidieron romper con el Panellinios Gymnastikos Syllogos tras la decisión del club de poner término a su equipo de fútbol. El nombre del nuevo club era Podosferikos Omilos Athinon (POA), los colores del equipo eran el rojo y blanco y su sede estaba en la calle Patission. El atleta de Oxford University John Cyril Campbell fue contratado como entrenador. Era la primera vez que un extranjero fue nombrado entrenador de un equipo griego.

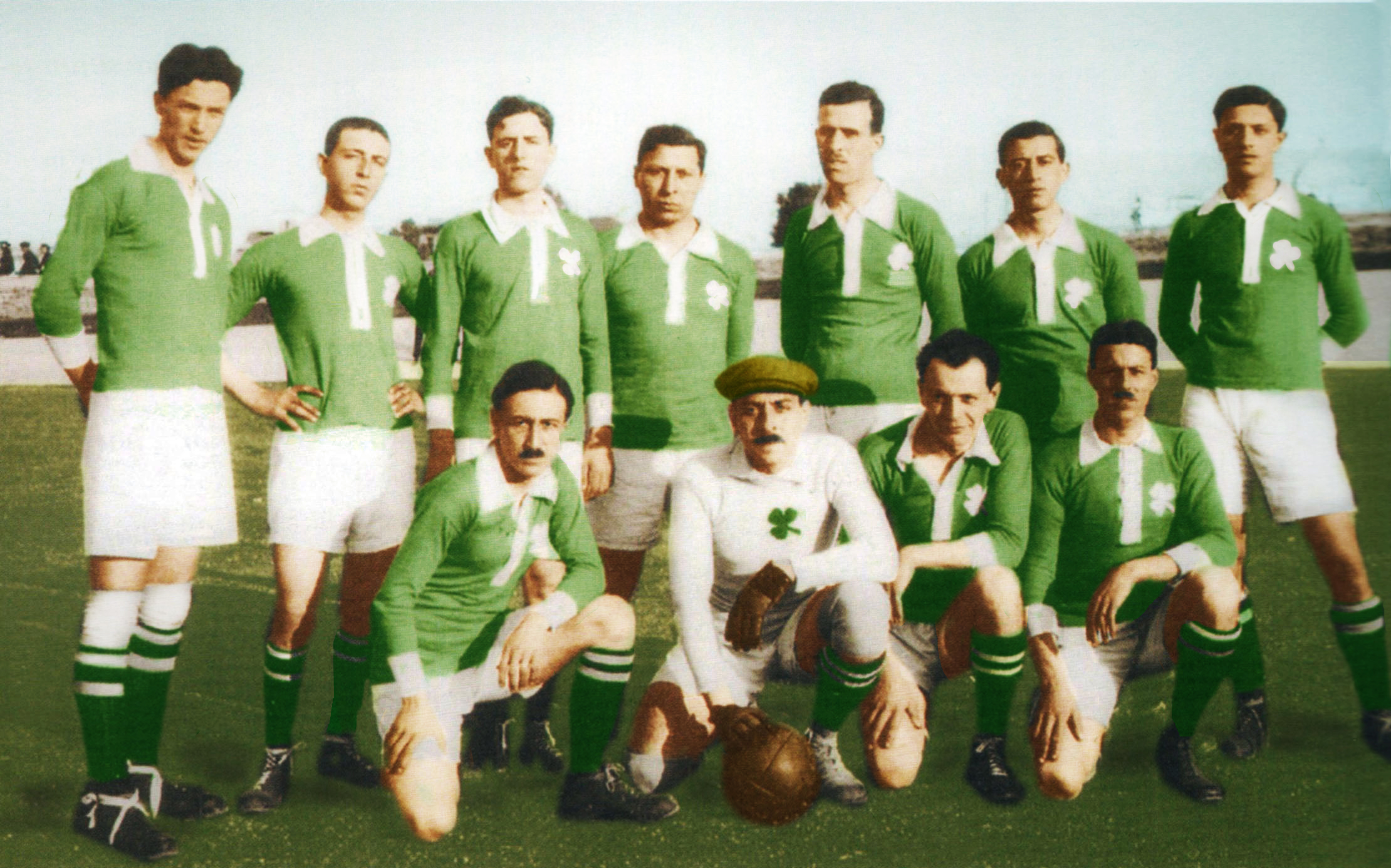
Equipo del Panathinaïkós en 1921. En la fila superior, en el centro, Giorgos Kalafatis, fundador del club.

En 1910, después de una disputa entre varios miembros de la junta, Kalafatis y la mayoría de los jugadores —también seguido de Campbell— decidieron retirarse del POA y se aseguraron un nuevo terreno de juego en la plaza Amerikis. Posteriormente, el nombre del club cambió a Panellinios Podosferikos Omilos (PPO) y sus colores al verde y blanco. En 1914, Campbell había regresado a Inglaterra, pero el club ya era uno de los importantes del fútbol griego con jugadores como Michalis Papazoglou, Michalis Rokkos y Loukas Panourgias.
En 1918, el PPO aprobó el trébol como emblema, según lo propuesto por Michalis Papazoglou. En 1921 y 1922, la Asociación de Fútbol Atenas-El Pireo organizó los dos primeros campeonatos después de la Primera Guerra Mundial, en los cuales el PPO fue declarado campeón. En esa etapa, el club había dejado los terrenos de la calle Patission y Plaza Amerikis, principalmente debido a su expansión en otros deportes, y comenzó a buscar un terreno libre en el área de Perivola en la avenida Alexandras como un potencial nuevo estadio. Después de largas discusiones con la Municipalidad de Atenas, finalmente se llegó a un acuerdo y en 1922 se concedió al club el estadio Leoforos.

### Panathinaikós Athlitikos Ómilos
El traslado a una sede permanente también anunció otro cambio de nombre, el último, a Panathinaikós Athlitikos Ómilos (PAO), el 15 de marzo de 1924. Sin embargo, la decisión ya fue tomada en 1922.

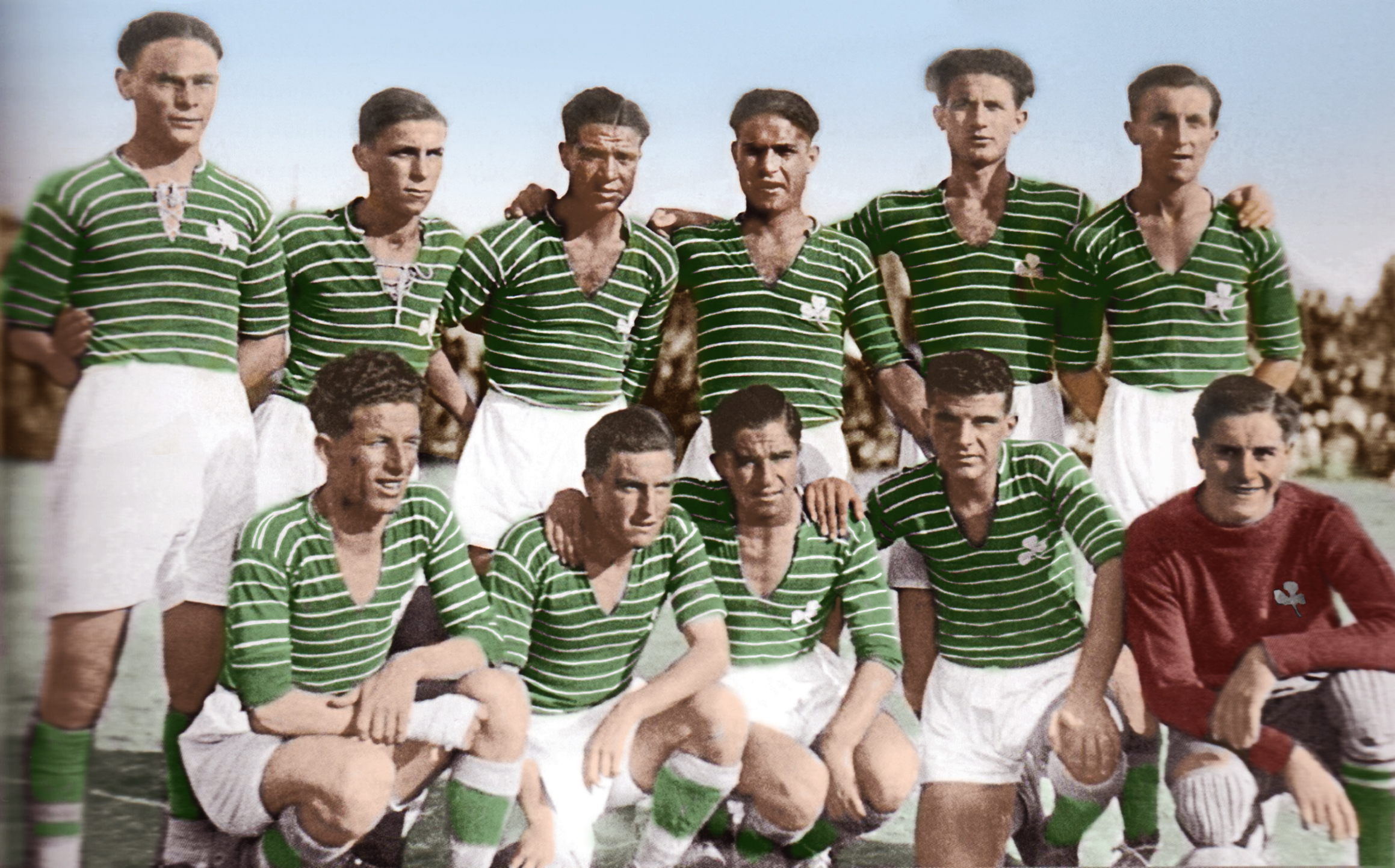
El Panathinaïkós campeón de liga en 1930.

En 1926 fue fundada la Federación Helénica de Fútbol (HFF) y el primer campeonato griego bajo su autoridad tuvo lugar en 1927. El Panathinaikós ganó el campeonato en 1930 bajo la dirección de József Künsztler con Angelos Messaris como jugador estrella del equipo. Uno de los momentos cumbre de la temporada fue cuando vencieron a sus históricos rivales del Olympiakós Peiraiós 8-2, un resultado que sigue siendo el más grande logrado contra su rival.
En 1931, un serio desacuerdo entre los miembros de la junta Apostolos Nikolaidis y Messaris, que duró dos años, dañó el club y llevó a un período contraproducente. Mientras tanto, la Copa de Grecia de la HFF había comenzado en 1932. El último momento brillante para los verdes antes de la Segunda Guerra Mundial fue ganar la Copa por primera vez en 1940 ante el Aris (3-1).
Hasta 1965, el Panathinaïkós ganó ocho campeonatos (1930, 1949, 1953, 1960, 1961, 1962, 1964, 1965) y dos Copas (1948, 1955). En 1964, ganaron el campeonato griego sin un partido perdido, con Stjepan Bobek como entrenador y grandes jugadores tales como Takis Loukanidis y Mimis Domazos. El Panathinaikós es el único equipo que ha ganado el campeonato griego invicto. Posteriormente volvieron a proclamarse campeones de liga en 1969 y 1970 y dos veces más de la copa griega en 1967 y 1969.

### Irrupción internacional

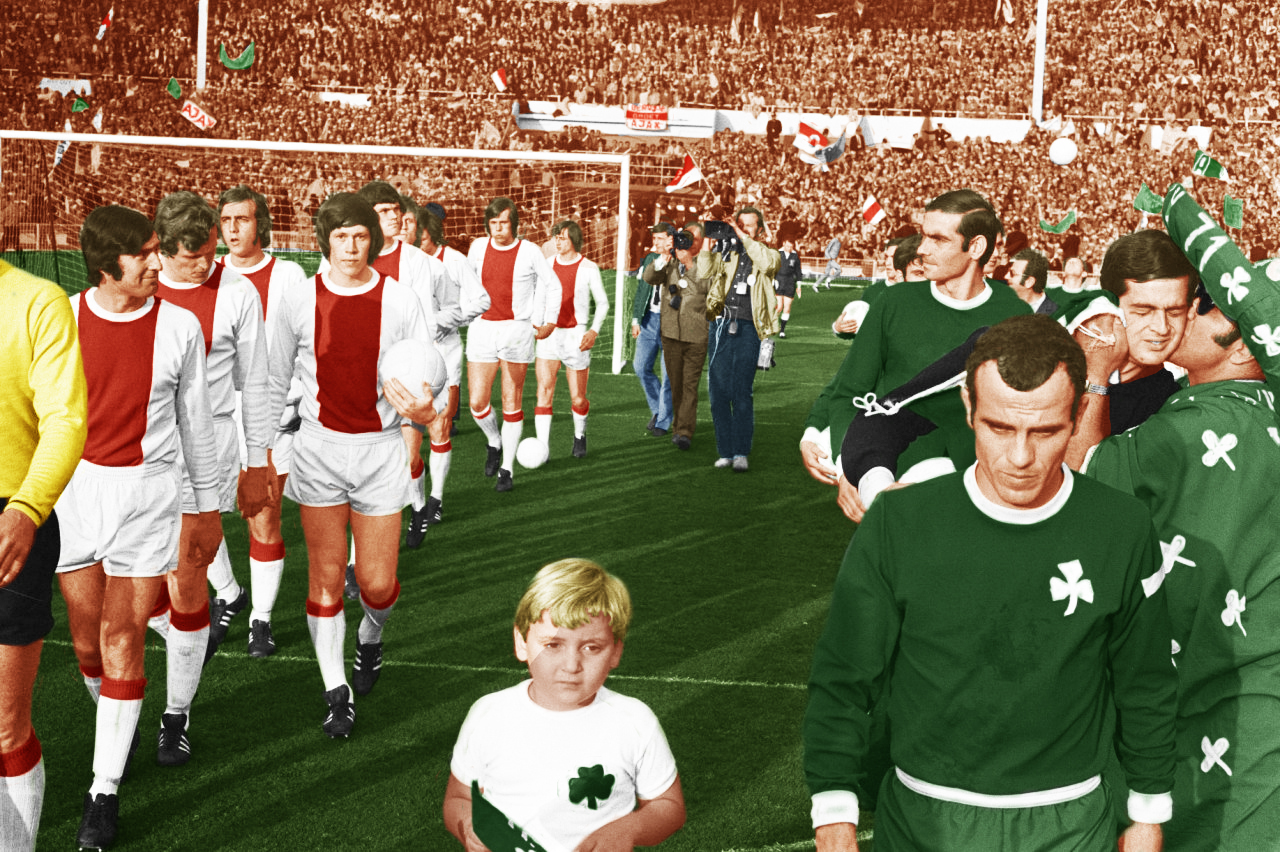
Inicio de la final de la Copa de Europa de 1971 ante el Ajax.

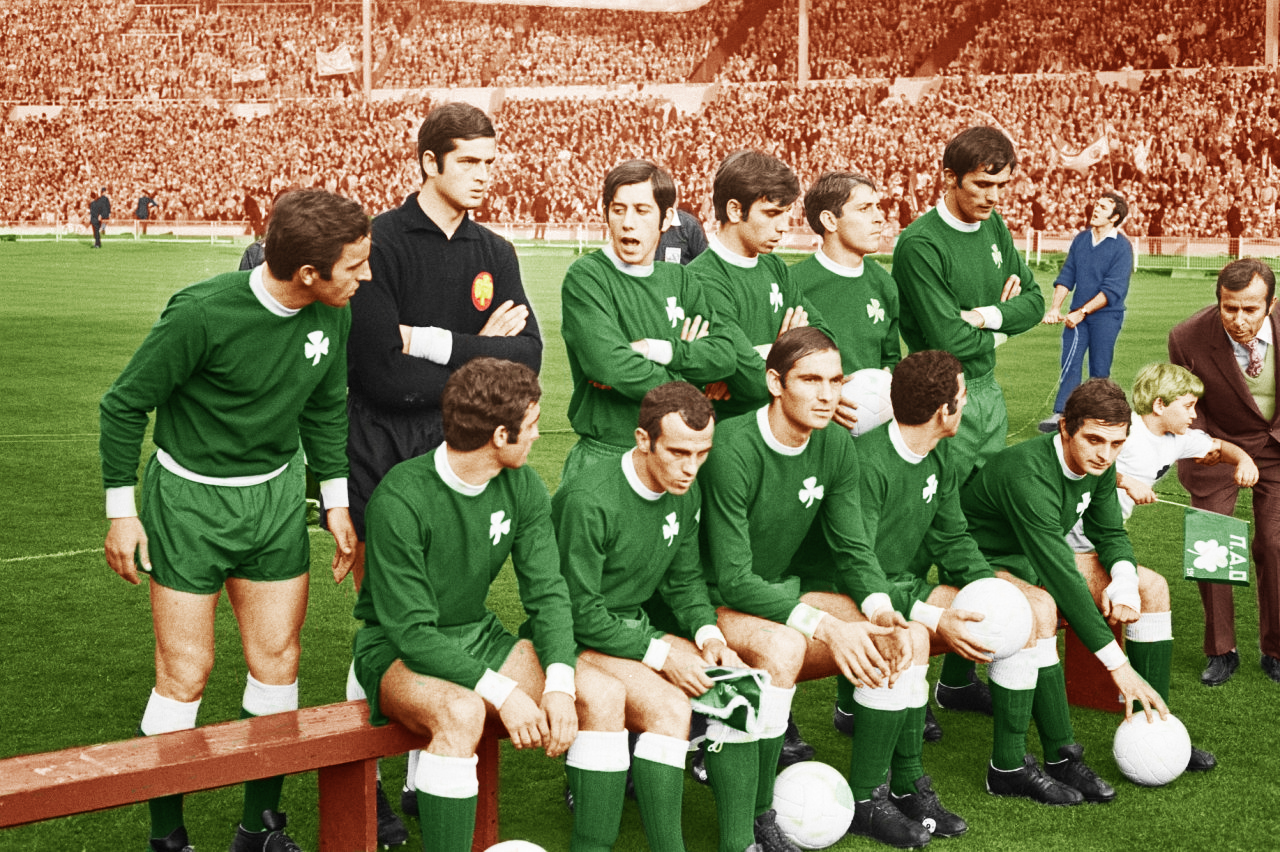
El Panathinaïkós en la final de la Copa de Europa de 1971.

En 1971, bajo la dirección del legendario Ferenc Puskás como entrenador, el Panathinaïkós alcanzó la final de la Copa de Europa 1970-71, perdiendo 2-0 ante el AFC Ajax de Johan Cruyff en el estadio Wembley. En el camino hacia la final eliminaron al Jeunesse Esch, Slovan Bratislava, Everton y Estrella Roja de Belgrado. Antonis Antoniadis fue el máximo goleador del torneo anotando 10 goles.
En el mismo año, el Panathinaïkós jugó en la Copa Intercontinental de 1971 (debido a la negativa del Ajax a viajar a Sudamérica debido a las violentos precedentes ocurridos ante los equipos europeos) donde perdieron ante Nacional (1-1 en Grecia, 2-1 en Uruguay).
Durante los últimos años del aún fútbol griego aficionado, los verdes ganaron un campeonato en 1972 y un doblete en 1977. Otro momento importante para el club fue ganar la Copa de los Balcanes de 1977.

## Símbolos del club
Los colores que utilizó por primera vez el club en 1908 eran el rojo y blanco, pero cambió a verde y blanco en 1911. En 1918, el jugador Michalis Papazoglou propuso que el club adopta un trébol como escudo. Papazoglou solía tener uno cosido en su camisa y estaba compitiendo en un club en su nativa Kadıköy, Constantinopla. Papazoglou fue posiblemente inspirado por William Sherring, un atleta canadiense irlandés que había ganado el maratón olímpico de Atenas 1906 con un trébol verde bordado a una camisa blanca.
Los colores tradicionales de la equipación del Panathinaïkós son verde y blanco, aunque el blanco a veces se omite, utilizado como segunda equipación o como alternativa. Durante los primeros años después de la creación del verde como color primario del Panathinaikos, los jugadores vestían camisas verdes, pantalón blanco y medias verdes. Desde entonces, el estilo del uniforme ha cambiado muchas veces, pero siempre se ha mantenido el verde como el color primario del equipo.

## Uniformes

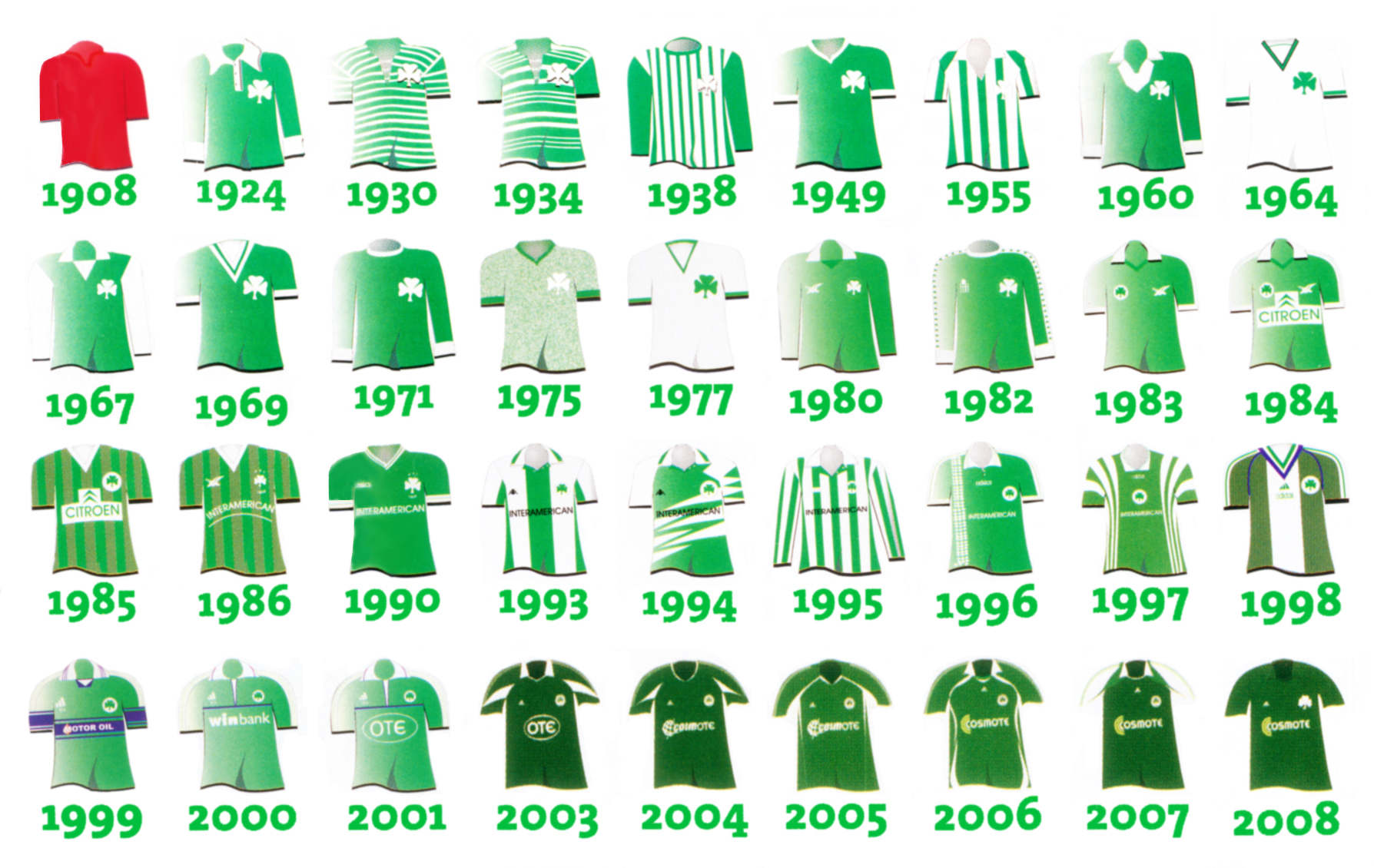
Las camisetas del club desde su fundación hasta la temporada 2007-08.

### Local
| 1908    | 1924–25 | 1928–29 | 1929–30 | 1966-67 | 1967–70 | 1970–71 | 1986–87 |
| 1993–95 | 1995–96 | 2001–02 | 2004–05 | 2006-07 | 2007-08 | 2008-09 | 2009-10 |
| 2010-11 | 2011-12 | 2012-13 | 2013-14 | 2014-15 | 2015-16 | 2016–17 | 2017-18 |
| 2018-19 | 2019-20 | 2020-21 | 2021-22 |         |         |         |         |

### Visita
| 1908    | 1924–25 | 1970–71 | 1993–95 | 2006–07 | 2007–08 | 2008-09 | 2009-10 | 2010-11 | 2011-12 | 2012–13 |
| 2013–14 | 2014–15 | 2015–16 | 2016–17 | 2017-18 | 2018-19 | 2019-20 | 2020-21 | 2021-22 |         |         |

### Alternativo
| 2006-07 | 2009-10 | 2010-11 | 2011-12 | 2012-13 | 2013-14 | 2014-15 | 2015-16 | 2016-17 | 2017-18 | 2018-19 |
| 2019-20 | 2020-21 | 2021-22 |         |         |         |         |         |         |         |         |

### Cuarto
| 2019-20 |

## Estadio

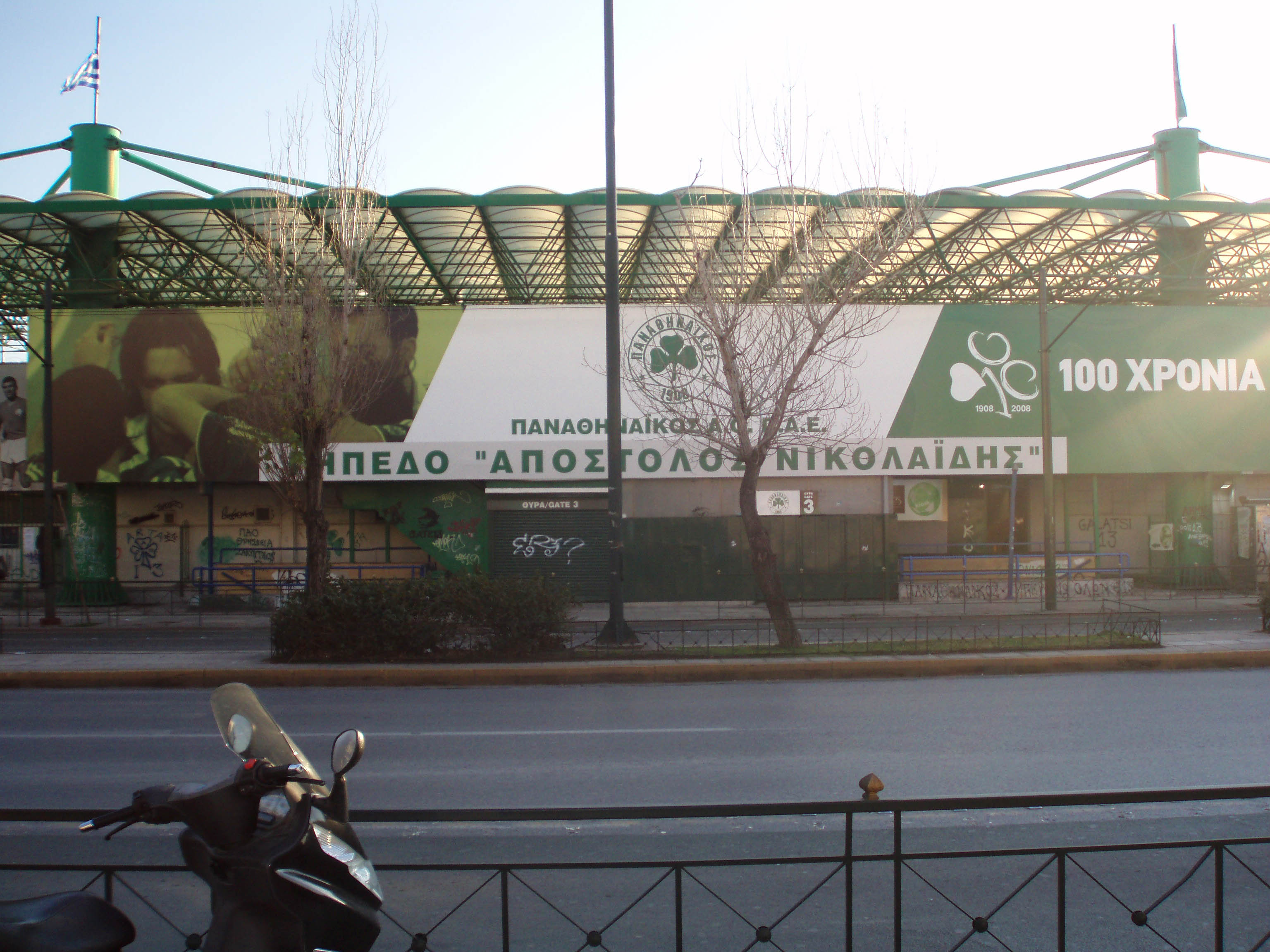
Estadio Apostolos Nikolaidis

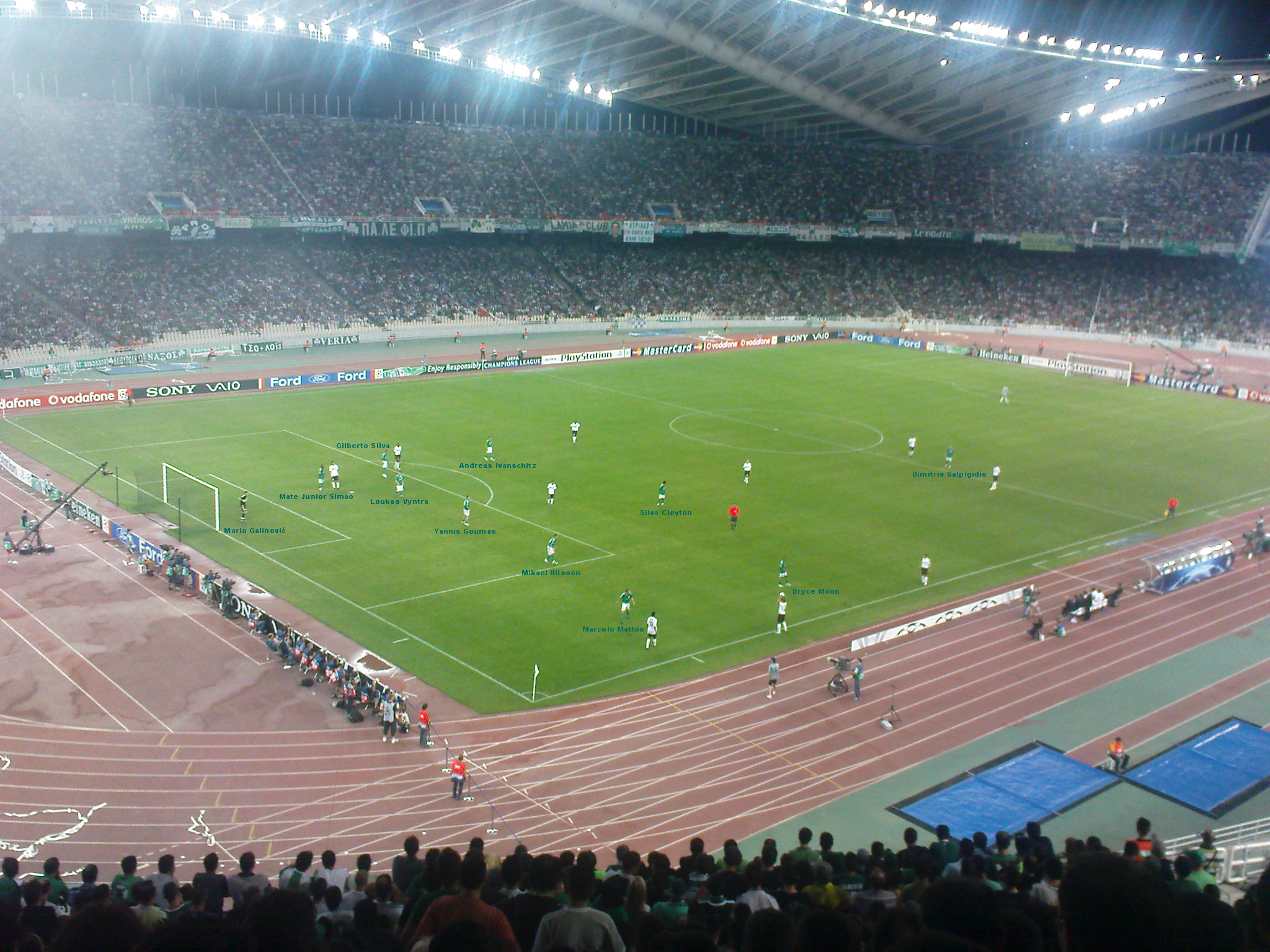
Estadio Olímpico de Atenas

El estadio tradicional del Panathinaikos desde principios de la década de 1920 es el Estadio Apostolos Nikolaidis, el estadio de fútbol en activo más antiguo de Grecia, en el distrito Ampelokipoi del centro de Atenas. El estadio está ubicado en la Avenida Alexandras y se lo conoce comúnmente como Estadio Leoforos (en griego, "Estadio de la Avenida"). Se lo considera uno de los estadios más históricos de Grecia, ya que fue utilizado por la selección nacional de fútbol de Grecia como estadio local durante muchos años (el más reciente para los partidos de clasificación para la Eurocopa 2004).
El Panathinaikos abandonó el Apostolos Nikolaidis en 1984 para jugar en el recién construido Estadio Olímpico de Atenas.
El 27 de enero de 2007, la junta directiva del Panathinaikos decidió reutilizar el Estadio Apostolos Nikolaidis para los partidos de la liga nacional y de la Copa de la UEFA de la temporada 2007-2008. Además, los directivos del club decidieron instalar césped nuevo, nuevos asientos y mejorar la sala de conferencias de prensa y los baños.
En 2019, el propietario del Panathinaikos presentó un plan de financiación para la construcción de dos nuevos estadios de fútbol y baloncesto. El gobierno griego confirmó en 2022 que la construcción del nuevo estadio, el Votanikos Arena se completará en 2026.

## Jugadores

### Números retirados
- 13 - Gate 13

## Jugadores destacados
| Máximos goleadores | Máximos goleadores  | Máximos goleadores | Más partidos disputados | Más partidos disputados | Más partidos disputados |
| ------------------ | ------------------- | ------------------ | ----------------------- | ----------------------- | ----------------------- |
| 1.                 | Krzysztof Warzycha  | 244 goles          | 1.                      | Mimis Domazos           | 504 partidos            |
| 2.                 | Antonis Antoniadis  | 180 goles          | 2.                      | Krzysztof Warzycha      | 390 partidos            |
| 3.                 | Mimis Domazos       | 134 goles          | 3.                      | Kostas Antoniou         | 320 partidos            |
| 4.                 | Dimitris Saravakos  | 128 goles          | 4.                      | Anthimos Kapsis         | 319 partidos            |
| 5.                 | Kostas Eleftherakis | 85 goles           | 5.                      | Frangiskos Sourpis      | 311 partidos            |

Nota: En negrita los jugadores aún activos en el club.

## Entrenadores
Entrenadores de Panathinaikos.
- John Cyril Campbell (1908–1914)
- Giorgos Kalafatis (1918–1924)
- Apostolos Nikolaidis (1924–1928)
- Miklos Forner (1928–1929)
- József Künsztler (1929–1939)
- Antonis Migiakis (1945–1948)
- Johann Strnad (1948–1949)
- Antonis Migiakis (1949–1950)
- Harry Game (1950–1953)
- Svetislav Glišović (1953–1958)
- Antonis Migiakis (1959–1960)
- Harry Game (ago 1969–jun 1963)
- Stjepan Bobek (jul 1963–jun 1967)
- Béla Guttmann (ago–oct 1967)
- Lakis Petropoulos (oct 1967–jun 1970)
- Ferenc Puskás (jul 1970–sep 1974)
- Stjepan Bobek (sep 1974–jun 1975)
- Aymoré Moreira (jul 1975–jun 1976)
- Kazimierz Górski (dic 1976–nov 1978)
- Lakis Petropoulos (nov 1978–nov 1979)
- Bruno Pesaola (jul 1979–jun 1980)
- Ronnie Allen (1980)
- Helmut Senekowitsch (sep 1980–jun 1981)
- Lakis Petropoulos (jun 1981–jul 1982)
- Ştefan Kovács (jul 1982–mar 1983)
- Jacek Gmoch (jul 1983–jun 1985)
- Petr Packert (jun 1985–jun 1986)
- Tomislav Ivić (jun 1986–nov 1986)
- Vassilis Daniil (nov 1986–ene 1988)
- Gunder Bengtsson (ene 1988–nov 1989)
- Hristo Bonev (nov 1989–sep 1990)
- Vassilis Daniil (sep 1990–jun 1992)
- Ivica Osim (jun 1992–mar 1994)
- Juan Ramón Rocha (mar 1994–oct 1996)
- Velimir Zajec (oct 1996–may 1997)
- Vassilis Daniil (jun 1997–mar 1999)
- Juan Ramón Rocha (mar–jun 1999)
- Giannis Kyrastas (jun 1999–may 2000)
- Angelos Anastasiadis (jul 2000–feb 2001)
- Stratos Apostolakis (feb–may 2001)
- Giannis Kyrastas (jun–dic 2001)
- Sergio Markarián (dic 2001–may 2002)
- Fernando Santos (jul–oct 2002)
- Sergio Markarián (oct 2002–may 2003)
- Itzhak Shum (jul 2003–oct 2004)
- Zdeněk Ščasný (oct 2004–feb 2005)
- Alberto Malesani (feb 2005–may 2006)
- Hans Backe (may–sep 2006)
- Víctor Muñoz (oct 2006–may 2007)
- José Peseiro (jun 2007–may 2008)
- Henk ten Cate (jun 2008–dic 2009)
- Nikos Nioplias (dic 2009–nov 2010)
- Jesualdo Ferreira (nov 2010–nov 2012)
- Juan Ramón Rocha (nov 2012–ene 2013)
- Fabriciano González (ene–mar 2013)
- Giannis Vonortas (mar–may 2013)
- Yannis Anastasiou (may 2013–nov 2015)
- Andrea Stramaccioni (nov 2015–dic 2016)
- Marinos Ouzounidis (dic 2016–may 2018)
- Giorgos Donis (jun 2018–jul 2020)
- László Bölöni (oct 2020–may 2021)
- Ivan Jovanović (jun 2021–dic 2023)
- Fatih Terim (dic 2023–may 2024)
- Diego Alonso (jun–oct 2024)
- Rui Vitória (oct 2024–)

## Datos del club
- Temporadas en 1.ª: 56
- Temporadas en 2.ª: 0
- Mejor puesto en Primera División: 1.º
- Peor puesto en Primera División: 11.º (2017-18)
- Máximo goleador:  Krzysztof Warzycha (208 goles)
- Más partidos disputados:  Mimis Domazos (502 partidos)

### Participación en competiciones de la UEFA

#### Por competición
Nota: En negrita competiciones activas.
| Competición                         | Temp. | PJ  | PG  | PE | PP  | GF  | GC  | Dif. | Puntos | Títulos   |
| ----------------------------------- | ----- | --- | --- | -- | --- | --- | --- | ---- | ------ | --------- |
| Liga de Campeones de la UEFA        | 28    | 157 | 49  | 45 | 63  | 182 | 214 | -32  | 192    | –         |
| Liga Europa de la UEFA              | 22    | 104 | 42  | 20 | 42  | 133 | 134 | -1   | 146    | –         |
| Copa Intercontinental               | 1     | 2   | 0   | 1  | 1   | 2   | 3   | -1   | 1      | –         |
| Liga Europa Conferencia de la UEFA  | 1     | 2   | 0   | 1  | 1   | 1   | 3   | -2   | 1      | –         |
| Recopa de Europa de la UEFA         | 7     | 22  | 9   | 3  | 10  | 29  | 36  | -7   | 30     | –         |
| Total                               | 59    | 287 | 100 | 70 | 117 | 347 | 390 | -43  | 370    | 0 títulos |
| Actualizado a la Temporada 2022-23. |       |     |     |    |     |     |     |      |        |           |

## Palmarés

### Torneos nacionales (44)
- Superliga de Grecia (20):[33] 1930, 1949, 1953, 1960, 1961, 1962, 1964, 1965, 1969, 1970, 1972, 1977, 1984, 1986, 1990, 1991, 1995, 1996, 2004, 2010
- Copa de Grecia (20):[34] 1940, 1948, 1955, 1967, 1969, 1977, 1982, 1984, 1986, 1988, 1989, 1991, 1993, 1994, 1995, 2004, 2010, 2014, 2022, 2024
- Supercopa de Grecia (3):[35] 1988, 1994, 1995.
- Copa de la Gran Grecia (1): 1970[36]

### Torneos regionales (25)
- Campeonato Atenas- Pireo (6):[37] 1909, 1910–11, 1912, 1915, 1921, 1921–22
- Copa Atenas- Pireo (2):[37] 1909, 1918
- Campeonato Ateniense (17):[37] 1925, 1926, 1927, 1929, 1930, 1931, 1934, 1937, 1939, 1949, 1952, 1953, 1954, 1955, 1956, 1957, 1959

### Torneos internacionales
- Copa de los Balcanes (1): 1977
- Subcampeón de la Liga de Campeones de la UEFA (1): 1971
- Subcampeón de la Copa Intercontinental (1): 1971

### Torneos amistosos
- Copa Trentino - Memorial Gianni Brera (2): 1996, 1998[38]